# Stager Live
Stager Live（ステージャ・ライブ）は、Newestage株式会社が運営する、iOSやAndroid端末から、手軽にライブ配信を行える無料の動画配信アプリである。

## 概要
Stager Liveはスマートフォンユーザーにオンラインでの“あなただけのステージ”を提供する動画配信アプリである。配信者たちは自身の才能を披露し、個性を表現することで、世界中の視聴者たちとコミュニケーションしながら、新しい出会いを増やすことができる。
開発者チームは安全かつ便利なツールをプロデュースし、よりプロフェッショナルなエンターテイナーを目指す人々に高画質且つスムーズな動画配信の実現に取り込んでいる。

### 配信者
Stager Liveでは配信者たちの生配信を楽しむことができる。今まで、多くの方がStager Liveの生配信を利用して、カラオケ、ダンス、料理、メイク、演奏など、魅力的なコンテンツを配信中してきた。見るだけでなく、配信者の人達とチャットし、コミュニケーションすることもできる。好きな配信者、また素晴らしいと思った生配信をツイッター、フェイスブックにシェアし、友達と一緒に楽しむことができる。
また、普段は収入減がない配信者だが、運営が募集している専属配信者というものになることで、月に何時間以上というノルマを設けながら運営から収入を得ることができる。

### 応援システム
応援システムとして、応援したい配信者にはデジタルギフトを贈る事ができる。例えば、星やハート、ダイヤから高級車など。生配信をしている配信者にギフトを届けて、彼らを応援する。また、配信者は受け取ったデジタルギフトを日本円換金し、現金として使用する事も可能。
だれでも配信者になって、素晴らしい生配信をする事でファンを増やし、スターへの道に近づく。Stager Liveは主にスターを目指す人々にステージを提供している。

### テクノロジー
『PFLS』テクノロジー(Pre Fetch live Streaming Technology)によってStager Liveは優れたストリーミング技術を使用し、よりスムーズ且つ低コストの体験を提供している。より少ない通信データ量（30% - 40%減少）、より速いスピード（40%速い）。
美肌機能もばっちし。リアルタイム美肌テクノロジー(Real Time Beauty Techonology)で、より美しく映ることが実現。

## 沿革
- 2015年 - 設立。
- 2016年8月8日 - ios版動画配信サービス運営開始。